# Rivière Mistassibi Nord-Est
Ne doit pas être confondu avec Rivière Mistassibi ou Rivière Mistassini.
La rivière Mistassibi Nord-Est est un affluent de la rivière Mistassibi, au Nord du Lac Saint-Jean, traversant le territoire non organisé de Passes-Dangereuses, dans la municipalité régionale de comté de Maria-Chapdelaine, dans la région administrative du Saguenay–Lac-Saint-Jean, dans la Province de Québec, au Canada.
La foresterie constitue la principale activité économique du secteur ; les activités récréotouristiques, en second.
Le chemin Alliance dessert la partie inférieure de cette vallée jusqu'au ruisseau Malfait. En continuité du côté Nord, la route forestière R0255 longe la rive Ouest de la partie supérieure de la rivière Mistassibi jusqu'au milieu du territoire de la réserve aquatique projetée du Lac au Foin. Plusieurs autres routes forestières desservent cette vallée notamment la route R0257 sur la rive Ouest jusqu'à la rivière à François et la route forestière R0282 remontant vers le Nord sur la rive Ouest, puis la rive Est où elle s'éloigne pour desservir les lacs Maupertuis et Piraube, surtout pour les besoins de la foresterie et des activités récréotouristiques,,.
La surface de la rivière Mistassibi Nord-Est est habituellement gelée de la fin novembre au début avril, toutefois la circulation sécuritaire sur la glace se fait généralement de la mi-décembre à la fin mars.

## Géographie
Les versants hydrographique voisins de la rivière Mistassibi Nord-Est sont :
- côté Nord : rivière de la Grande Loutre, Petit lac Témiscamie, rivière Témis, rivière Misca, rivière Camie, rivière Témiscamie, rivière Témiscamie Est ;
- côté Est : rivière Péribonka, lac Maupertuis, lac Piraube, rivière au Serpent, rivière du Sapin Croche, rivière Henri, rivière au Serpent Sud-Ouest, rivière du Banc de Sable, rivière Brûle-Neige ;
- côté Sud : rivière Mistassibi, rivière Connelly, Petite rivière Péribonka, rivière Mistassini, lac Saint-Jean ;
- côté Ouest : rivière Mistassini, rivière Samaqua, rivière aux Rats, rivière Bureau, lac à l'Eau Froide, rivière Daniel.

La rivière Mistassibi Nord-Est prend sa source à l'embouchure du lac Rigolo (longueur : 3,4 km ; altitude : 552 m). Ce lac est situé à :
- 9,5 km au Nord-Ouest du lac Machisque ;
- 12,7 km à l'Est du cours de la rivière Mistassibi ;
- 18,8 km au Sud-Ouest du lac Palairet ;
- 25,7 km à l'Est du lac Témiscamie ;
- 44,6 km au Nord-Ouest du lac Onistagane ;
- 164,2 km au Nord-Ouest de la confluence de la rivière Mistassibi Nord-Est et rivière Mistassibi.

À partir de sa source, la rivière Mistassibi Nord-Est descend sur 189,5 km vers le Sud, en zones forestières, selon les segments suivants :
Cours supérieur de la rivière Mistassibi Nord-Est (ensemble de lacs de tête) (segment de 33,0 km)
- 4,9 km vers le Sud-Est en traversant sur une centaine de mètres un petit lac non identifié et sur 1,9 km vers le Sud-Est un autre lac (longueur : 3,7 km ; altitude : 543 m), jusqu'à son embouchure ;
- 3,1 km vers le Sud-Est notamment en traversant un lac (longueur : 3,6 km ; altitude : 543 m), jusqu'à son embouchure ;
- 4,0 km vers le Nord-Est notamment en traversant un lac (longueur : 2,1 km ; altitude : 543 m), jusqu'à son embouchure ;
- 6,7 km vers le Sud notamment en traversant un lac sur 0,7 km et un second lac sur 2,3 km, jusqu'à la rive Nord du lac Machisque ;
- 14,3 km vers le Sud-Est, en traversant le lac Machisque (longueur : 16,9 km ; largeur : 2,3 km ; altitude : 535 m), jusqu'à son embouchure ;

Cours supérieur de la rivière Mistassibi Nord-Est (en aval du lac Machisque) (segment de 29,7 km)
- 6,7 km vers l'Est, le Sud, puis vers l'Est jusqu'à la décharge (venant du Nord) de quelques lacs ;
- 7,0 km vers le Sud-Est jusqu'à la décharge (venant du Nord) de quelques lacs ;
- 8,3 km vers le Sud jusqu'à un embranchement de rivière formant une île (longueur : 7,7 km ; largeur : 4,9 km) dont la voie de gauche se dirige vers le Sud-Est pour rejoindre la décharge du lac Piraube ;
- 7,7 km vers le Sud jusqu'à la décharge du lac Piraube ;

Cours intermédiaire de la rivière Mistassibi Nord-Est (segment de 57,6 km)
- 10,3 km vers le Sud, jusqu'à un ruisseau (venant de l'Est) ;
- 10,6 km vers le Sud-Ouest, jusqu'à un coude de rivière correspondant à la décharge (venant du Nord-Ouest) d'un ruisseau ;
- 17,0 km vers le Sud-Ouest relativement en ligne droite dans une vallée encaissée jusqu'à la décharge (venant de l'Ouest) de lacs non identifiés ;
- 19,7 km vers le Sud relativement en ligne droite dans une vallée encaissée jusqu'à la confluence de la rivière à François (venant de l'Ouest) ;

Cours inférieur de la rivière Mistassibi Nord-Est (segment de 69,2 km)
- 20,4 km vers le Sud-Est, jusqu'à la confluence de la rivière Henri (venant du Nord-Est), correspondant à un coude de rivière ;
- 9,6 km vers le Sud-Est formant une petite boucle vers l'Ouest en début de segment, jusqu'à la confluence de la rivière Boisvert ;
- 20,4 km vers le Sud-Est dans une vallée encaissée, jusqu'à la décharge (venant du Sud-Est) d'un lac non identifié ;
- 19,1 km d'abord vers le Sud, puis courbant vers le Sud-Est en passant au Sud-Ouest d'une montagne dont le sommet atteint 410 m et en formant une boucle vers l'Ouest en fin de segment, jusqu'à son embouchure[3].

La confluence de la rivière Mistassibi Nord-Est et de la rivière Mistassibi est située à :
- 53,6 km au Sud-Ouest du cours de la rivière Péribonka ;
- 43,4 km au Nord-Est du cours de la rivière Mistassibi ;
- 73,1 km au Nord de la confluence de la rivière Mistassibi et de la rivière Mistassini ;
- 91,3 km au Nord de la confluence de la rivière Mistassibi et du lac Saint-Jean.

À partir de l’embouchure de la rivière Mitassibi Nord-Est, le courant descend la rivière Mistassibi sur 99,2 km vers le Sud, sur 22,7 km le cours de la rivière Mistassini vers le Sud-Ouest. À l’embouchure de cette dernière, le courant traverse le lac Saint-Jean sur 42,7 km vers l’Est, puis emprunte le cours de la rivière Saguenay vers l’Est sur 155 km jusqu'à la hauteur de Tadoussac où il conflue avec le fleuve Saint-Laurent.

## Toponymie
Le toponyme « Rivière Mistassibi Nord-Est » a été officialisé le 5 décembre 1968 à la Banque des noms de lieux de la Commission de toponymie du Québec.